# Consejería de Economía, Industria e Innovación de la Junta de Galicia
La Consejería de Economía, Industria e Innovación de la Junta de Galicia (en gallego: Consellería de Economía, Industria e Innovación) es una consejería de la Junta de Galicia que se ocupa de la política energética, de la planificación económica y empresarial y de la promoción industrial.

## Historia
La consejería de Industria ha incorporado a lo largo de su historia distintas competencias que, a su vez, también formaron parte de otras consejerías. Es el caso el comercio, por ejemplo, que en 1983 se incorpora durante unos meses a la consejería de Economía y Hacienda, del turismo que se incorpora a Industria entre 1985 y 1990 y entre 2005 y 2009. A partir de 2009 se incorporan además las competencias de planificación de la antigua consejería de Economía y Hacienda, que ahora queda reducida a consejería de Economía; a partir de 2020, con el nuevo mandato de Núñez Feijóo, se retiran las competencias en Empleo y se cambia de titular a Empresa e Innovación.

### Consejeros
- Ramón de Vicente Vázquez (1982-1983). Consejería de Industria, Energía y Comercio.
- Juan Manuel de la Fuente (1983-1984). Consejería de Industria y Energía
- Ramón Díaz del Río (1984-1985). Consejería de Industria, Energía y Comercio.
- Luciano Asorey (1985-1987). Consejería de Trabajo, Industria y Turismo.
- Santos Oujo Bello (1987-1990). Consejería de Industria, Comercio y Turismo.
- Xoán Fernández (1990-1994). Consejería de Industria y Comercio.
- Antonio Couceiro Méndez (1994-1999).
- Juan Rodríguez Yuste (1999-2005). A partir de 2003, Consejería de Innovación, Industria y Comercio.
- Fernando Blanco Álvarez (2005-2009). Consejería de Innovación e Industria.
- Xavier Guerra (2009-2012). Consejería de Economía e Industria.
- Francisco Conde López (2012- ). Consejería de Economía e Industria.

## Entes adscritos a la consejería
- Agencia Gallega de Innovación
- Instituto Gallego del Consumo y de la Competencia
- Instituto Energético de Galicia (INEGA)
- Instituto Gallego de Promoción Económica

## Localización
Edificios Administrativos de San Caetano

15704 Santiago de Compostela

Telf: 981 545400 - Fax: 981 544226

- Datos: Q8349948